# Goosehouse
Das megalithische Goosehouse im Norden von Benllech auf der Insel Anglesey in Powys in Wales besteht aus einer massiven Steinplatte von 2,8 × 1,7 × 0,4 m, die eine kleine, niedrige Kammer von 0,5–0,6 m Höhe bedeckt. Es befindet sich oberhalb des Zusammenflusses zweier Bäche.
Die nach Osten hin offene ovale Kammer hat Seitenwände aus Trockenmauerwerk mit einem Orthostaten an der Nordseite. Eine kleinere, ähnliche Kammer, die ebenfalls nach Osten öffnet, aber wohl eine moderne Ergänzung ist, grenzt im Süden an.
Die Fundstelle wurde 1965, kurz nach ihrer Entdeckung, als neolithische Grabkammer anerkannt und ausgegraben. Es wurden keine prähistorischen Funde gemacht, aber die Stätte wurde wegen ihrer physischen Verwandtschaft mit den Kammern in Lligwy und Glyn als prähistorisch betrachtet. Sie wird heute weben der Fragmente eines Fundes unter dem niedrigsten Stein der Kammer als relativ neu betrachtet.
Der Fund  wurde als landwirtschaftliche Struktur (Gänsehaus, Maistrockner oder Wurzelmiete) gedeutet. Es gibt jedoch Probleme mit diesen Neuinterpretationen.
Goosehouse ist ein Scheduled Monument. Trotz dieser Zweifel hat das Monument seinen alten Status behalten.
In der Nähe liegen die Kammergräber Coed y Glyn und Pant-y-Saer.